# Літчвілл (Північна Дакота)
Літчвілл (англ. Litchville) — місто (англ. city) в США, в окрузі Барнс штату Північна Дакота. Населення — 169 осіб (2020).

## Географія
Літчвілл розташований за координатами 46°39′27″ пн. ш. 98°11′31″ зх. д. / 46.65750° пн. ш. 98.19194° зх. д. (46.657602, -98.191825).  За даними Бюро перепису населення США в 2010 році місто мало площу 3,83 км², уся площа — суходіл. В 2017 році площа становила 5,85 км², уся площа — суходіл.

## Демографія
Згідно з переписом 2010 року, у місті мешкали 172 особи в 78 домогосподарствах у складі 53 родин. Густота населення становила 45 осіб/км².  Було 98 помешкань (26/км²).
Расовий склад населення:
| - 94,8 % — білих - 0,6 % — корінних американців - 0,6 % — чорних або афроамериканців |

До двох чи більше рас належало 3,5 %. Частка іспаномовних становила 0,6 % від усіх жителів.
За віковим діапазоном населення розподілялося таким чином: 17,4 % — особи молодші 18 років, 58,2 % — особи у віці 18—64 років, 24,4 % — особи у віці 65 років та старші. Медіана віку мешканця становила 49,2 року. На 100 осіб жіночої статі у місті припадало 104,8 чоловіків;  на 100 жінок у віці від 18 років та старших — 118,5 чоловіків також старших 18 років.
Середній дохід на одне домашнє господарство  становив 53 206 доларів США (медіана — 53 750), а середній дохід на одну сім'ю — 61 313 долари (медіана — 68 750). Медіана доходів становила 52 083 долари для чоловіків та 32 500 доларів для жінок. За межею бідності перебувало 30,3 % осіб, у тому числі 78,3 % дітей у віці до 18 років та 17,9 % осіб у віці 65 років та старших.
Цивільне працевлаштоване населення становило 79 осіб. Основні галузі зайнятості: роздрібна торгівля — 25,3 %, освіта, охорона здоров'я та соціальна допомога — 24,1 %, публічна адміністрація — 11,4 %, виробництво — 8,9 %.